# Les Treize Vents
Pour les articles homonymes, voir Treize-Vents et Théâtre des Treize Vents.
Les Treize Vents est une série de quatre romans de Juliette Benzoni parus de 1992 à 1994 publiée chez Julliard, puis en poche aux éditions Pocket.

## Romans
- Le Voyageur (1992)
- Le Réfugié (1993)
- L'Intrus (1993)
- L'Exilé (1994)